# Shakespeares apokryfer
Shakespeares apokryfer kallas en grupp texter som stundtals tillskrivits William Shakespeare, men vilkas upphov av olika orsaker är oklara. Detta spörsmål är skilt från frågan om huruvida Shakespeare är författare till de verk som normalt tillskrivs honom.

## Problemet
Under hans egen livstid publicerades endast få av Shakespeares dramer. Några trycktes var för sig som kvarto, ett litet, billigt format. 1623, sju år efter Shakespeares död, sammanställde hans skådespelarkollegor John Heminges och Henry Condell hans samlade dramer, vilket var möjligt eftersom de ingått i teatergruppen King's Men tillsammans med honom. Dessa går under benämningen "den första folion". Under den elisabetanska eran ägde företaget, inte författaren, ett dramas upphovsrätt.
Mot bakgrund av detta borde det varit självklart att Shakespeare skrev de dramer som ingår i den första folion, och de dramer som inte finns med där måste ha skrivits av någon annan. När allt kommer omkring befann sig Heminges och Condell i en situation som gör dem mera lämpade att göra en sannfärdig sammanställning.
Trots detta föreligger en del komplikationer som nödvändiggjort begreppet Shakespeares apokryfer. Apokryferna kan inordnas under följande grupperingar:
- Dramer som tillskrevs Shakespeare under 1600-talet utan att ingå i den första folion
- Dramer som tillskrivits Shakespeare efter 1600-talet
- Dramer som gått förlorade
- Bedrägerier
- Ett apokryfiskt poem

## Dramer som tillskrevs Shakespeare under 1600-talet utan att ingå i den första folion
Det finns flera dramer som publicerades som kvarto under Shakespeares livstid som signerats med hans namn eller initialer, men som inte tagits med i den första folion. Vissa av dessa, som Pericles, anses vara ett verk av hans hand, medan andra, som Thomas Lord Cromwell, är så dåligt skrivna att de förmodas ha en annan upphovsman.
Det finns en rad godtagbara eller övertygande skäl till varför Heminges och Condell skulle ha uteslutit dessa dramer från den första folion.
- Shakespeares namn finns på kvartoutgåvornas titelblad utan att han är den sanne upphovsmannen för att förläggaren velat dra nytta av hans goda namn och rykte
- Shakespeare har skrivit dessa dramer tillsammans med någon annan, till skillnad från dramerna i den första folion som han skrivit själv
- Shakespeares roll i kvartoutgåvorna kan ha varit som redaktör snarare än författare
- De tillkom i en annan teatergrupp än King's Men, och Heminges och Condell hade inte rätt att publicera dem, hade inte tillgång till dem, eller kände inte till dem

Enligt det vedertagna synsättet kan ingen av dessa förklaringar tillämpas på samtliga fall, utan dramerna måste studeras var för sig.
- The Birth of Merlin trycktes 1662 som ett verk av Shakespeare och William Rowley. Det kan inte stämma att Shakespeare har varit medförfattare, för det finns bevis för att dramat skrevs 1622, flera år efter hans död. Dessutom var Shakespeare och Rowley rivaler, ledare för var sin teatergrupp. Dramat anses av vissa vara underhållande och värt att sätta upp medan andra anser att det är en klumpig imitation på Shakespeare.
- Locrine trycktes 1595, med följande notis på titelbladet: Newly set forth, overseen and corrected by W.S. Den är skriven på klassisk vers som är mycket o-shakespeareiskt, men det är möjligt att han korrigerat ett verk som skrivits av någon annan. Ytterligare en förklaring är att W.S. står för den mer obskyre dramatikern Wentworth Smith.
- The London Prodigal trycktes 1605 med Shakespeares namn. Det är ett King's Men-drama, och det är möjligt att Shakespeare deltagit i verkets tillkomst, men det bär inga spår av hans egenart.
- Pericles publicerades under Shakespeares namn. Den är ojämn i sin litterära kvalitet vilket skulle kunna tyda på att de första två akterna är skrivna av någon annan, kanske George Wilkins. Huvudfåran av Shakespearekännarna anser att verket huvudsakligen har Shakespeare som upphovsman.
- The Puritan gavs ut 1607 och tillskrevs W.S. Numera anser de flesta att det skrivits av Thomas Middleton, men Wentworth Smith är också en möjlig kandidat.
- The Second Maiden's Tragedy finns endast bevarad som manuskript. Tre överstrukna attribueringar föreslår Thomas Goffe, Shakespeare, och George Chapman som författare. Stilanalyser har givit vid handen att det troligtvis är Thomas Middleton som författat verket. En professionell grafolog har emellertid hävdat att dramat egentligen är Shakespeares förlorade Cardenio, men hans argument brister i logik.
- Sir John Oldcastle publicerades anonymt 1600. 1619 utkom en andra upplaga under Shakespeares namn. Men genom Philip Henslowes dagbok framkommer det att verket är författat av Anthony Munday, Michael Drayton, Richard Hathaway och Robert Wilson.
- Thomas Lord Cromwell publicerades 1602 med initialerna W.S. Det är en dåligt skriven pjäs, och ingen har någonsin varit helt övertygad om att Shakespeare skrivit dramat. Det är mer sannolikt att det är Wentworth Smith.
- The Two Noble Kinsmen publicerades som ett samarbete mellan Shakespeare och John Fletcher, som övertog den förres roll i King's Men som förste dramatiker. Huvudfåran av forskningen anser att detta är sant, och dramat blir alltmera accepterat som en del av Shakespeares kanon, trots att det är ett samarbete.
- A Yorkshire Tragedy publicerades 1608 som ett verk av Shakespeare. En minoritet anser att det stämmer, och i stället brukar Thomas Middleton anses vara författare på grund av dramats stilistiska särdrag.

Dramerna i Karl II: bibliotek
I Karl II:s bibliotek finns en sammanställning av en okänd 1600-talsperson som utgörs av tre kvartoutgåvor, och personen har givit dem etiketten Shakespeare vol 1. Eftersom det är fråga om en någorlunda samtida person som satt denna etikett på verken, måste man ta dem i särskilt beaktande. Dramerna är:
- Fair Em, the Miller's Daughter of Manchester som trycktes 1591. Detta glättiga skådespel påminner inte om Shakespeare, och Robert Wilson är den troligaste kandidaten.
- Mucedorus var en enormt uppskattad pjäs, som trycktes första gången 1598 och reviderades senare flera gånger. Dramat tillhör King's Men, och därför kan Shakespeare ha haft ett finger med i dramat, men vem som är dess huvudsakliga författare är ett mysterium; Robert Greene föreslås ibland.
- The Merry Devil of Edmonton publicerades första gången 1608 och tillhör King's Men. Shakespeare kan ha deltagit i dess utformning, men dramat bär inga spår av hans hand.

## Dramer som tillskrivits Shakespeare efter 1600-talet
Många dramer har på senare tid påståtts vara skrivna av Shakespeare. Alla dessa påståenden måste bemötas mycket skeptiskt; det är en dröm för varje beundrare av Shakespeare att upptäcka ett bortglömt drama. Dessa påståenden bygger oftast uteslutande på stilanalyser, och faller tillbaka på premissen vad som kännetecknar Shakespeares genuina stil. Icke desto mindre är vissa argument obestridliga, och försiktigt har en del dramer börjat accepteras av forskarvärldens huvudfåra.
- Arden of Faversham publicerades anonymt 1592 och har då och då påståtts vara skrivet av Shakespeare. Detta är inte allmänt accepterat; stilen och stoffet skiljer sig från hans produktion. Thomas Kyd föreslås ibland men även andra.
- Edmund Ironside är ett anonymt manuskript, som högljutt argumenterats av Eric Sams för att vara skrivet av Shakespeare, vilket få instämmer med. Möjligen är det en imitation.
- Edward III publicerades anonymt 1596. Olika forskare har föreslagit att Shakespeare har skrivit detta, för passager synes bära spår av honom, medan andra stycken inte gör det. 1998 blev Cambridge University Press det första förlaget att ge ut pjäsen under Shakespeares namn, och strax därpå sattes den upp av Royal Shakespeare Company. Enighet börjar uppnås om att dramat tillkommit som ett samarbete mellan dramatiker under Shakespeares tidiga karriär, men exakt vilka som ingick i denna grupp är oklart och omdebatterat. I andra upplagan av Complete Oxford Shakespeare (2005) står det "William Shakespeare and Others" som författare.
- Sir Thomas More finns bevarat endast som ett manuskript. Det är ett drama som tillkom under 1590-talet och reviderades kraftigt ungefär tio år senare. Dramat har upptagits i andra upplagan av Complete Oxford Shakespeare (2005), som tillskriver originalet Anthony Munday och Henry Chettle, och revideringarna Thomas Dekker, Shakespeare och Thomas Heywood. Några sidor är skrivna av en författare ("hand D"), som förmodas vara Shakespeare på grund av handstilen, stavningen och den litterära stilen. Att Shakespeare ska vara "hand D" är inte vedertaget i alla kretsar, eftersom hans handstil endast är säkert känd genom sex signaturer på juridiska dokument.

## Förlorade dramer
- Love's Labour's Won. En sen 1500-talsförfattare, Francis Meres, och en bunt papper (uppenbarligen från en förläggare) listar detta drama som ett av de tidigare dramerna i Shakespeares produktion, men ingen utgåva med denna titel har bevarats. Dramat har antingen förkommit, eller avser det ett drama som blivit känt under en annan titel, förslagsvis Mycket väsen för ingenting, Slutet gott, allting gott, eller Så tuktas en argbigga.
- Cardenio. Ett sent drama av Shakespeare och Fletcher, som omtalas i flera dokument, som inte finns bevarat. Dramat bygger på Cervantes Don Quijote. 1727 satte Lewis Theobald upp ett skådespel han kallade Double Falshood, som han gjorde gällande byggde på tre manuskript av ett icke namngivet skådespel av Shakespeare som gått förlorat. Modern forskning brukar erkänna Double Falshood för att vara vad som finns kvar av det förlorade skådespelet.
- Den förlorade, så kallade, Ur-Hamlet, som det är troligt att Shakespeare medverkade i som skådespelare i Lord Chamberlain's Men, anses av en del även vara skrivet av honom. Teorin postulerades av Peter Alexander och stöds av Harold Bloom och Peter Ackroyd, men enligt den allmänna meningen var detta drama skrivet av Thomas Kyd. Blooms teori är att Ur-Hamlet var ett av Shakespeares första dramer, och att han ständigt återvände till temat om prinsen av Danmark, även efter publiceringen 1601.

## Bedrägerier
Drömmen om att upptäcka ett försvunnet verk av Shakespeare har resulterat i åtminstone ett bedrägeri:
- Vortigern and Rowena är en berömd teaterbluff av William Henry Ireland, en notorisk förfalskare av Shakespearemanuskript. Ireland påstod sig ha funnit ett bortglömt drama med titeln Vortigern and Rowena vilket till en början troddes av den litterära publiken. När dramat uppfördes på Drury Lane 2 april 1796 väckte det allmänt åtlöje.

## Ett apokryfiskt poem:A Funeral Elegy
Med hjälp av stylometrisk dataanalys, har lingvisten Donald Foster menat sig ha belägg för att Shakesepare har skrivit Funeral Elegy for Master William Peter, som givits ut med initialerna W.S. han bygger bevisen på det grammatiska mönstret och det idiosynkratiska ordbruket. Hans påstående väckte mycket uppmärksamhet i bland annat New York Times.
Senare analyser av Gilles Monsarrat har dock visat att Fosters belägg inte är tillräckliga, och att den riktige författaren mycket väl kan vara John Ford. Foster mötte Monserrats påståenden på en mailinglista 2002.